# Chadrac
Chadrac – miejscowość i gmina we Francji, w regionie Owernia-Rodan-Alpy, w departamencie Górna Loara.
Według danych na rok 1990 gminę zamieszkiwało 3075 osób, a gęstość zaludnienia wynosiła 1240 osób/km² (wśród 1310 gmin Owernii Chadrac plasuje się na 64. miejscu pod względem liczby ludności, natomiast pod względem powierzchni na miejscu 1038.).